# 에티오피아, 에티오피아, 에티오피아, 앞으로!
에티오피아, 에티오피아, 에티오피아, 앞으로!(암하라어: ኢትዮጵያ, ኢትዮጵያ, ኢትዮጵያ ቂዳ ሚ)는 에티오피아가 공산주의 체제였을 때 사용하던 국가였다. 아세파 게브레-마리암 테사마가 작사, 다니엘 요하네스 하고스가 작곡하였다.
1992년 공산주의 체제가 붕괴되고, 그 이후로는 전진하라, 나의 어머니 에티오피아가 사용되고 있다.

## 가사
ኢትዮጵያ, ኢትዮጵያ, ኢትዮጵያ ቂዳ ሚ
ባሂብራሳባዊንናት, አብቢቢ, ላምሊኒ!
ውቃል ኪዳን ጋብታዋል ጃግኖትችህ ሊጆትችሂስሂ,
ታራኦትችሂስህ ዲንጊል ማረቲስሂ
ላልትዮፕያ አንዲንናት ላናሳንናቲስሂ
ማስዋኢት ሊሆኑ ላኪቢር ላዚንናስሂ.
ታራማጂ ዋዳ ፊት ባቲባቢ ጎዳንና.
ታታቂ ላሲራ ላጋር ቢሊሲጊንና!
ያጃግኖትችህ ኢንናት ናስህ፣ ባሊጆትችሂስህ ኩሪ።
ታላቶትችሂስህ ዪትፉ፣ ላዛላላም ኑሪ!

## 해석
에티오피아, 에티오피아, 에티오피아, 앞으로 나아가리라!
기름지게 번창하는 사회주의여!
너의 용감한 손자가 계약을 만들었으니,
너의 강과 산은, 네 소녀의 땅이라네.
에티오피아의 단결, 자유를 위해 희생하리.
너의 명예와 명성을 위해서라면!
지혜를 위하여, 진보를 위하여 노력하리라.
너는 일에 묶일 것이고,
땅의 번영을 위하여!
너는 영웅의 어머니, 너의 자랑스러운 손자요,
너의 부패한 적군은 너의 인생을 영원히 쫓을 것이리라!

## 같이 보기
- 에티오피아의 국가